# ワンネス・オブ・ジュジュ
ワンネス・オブ・ジュジュは、アメリカのアフロ・ファンク・ジャズ・バンドである。リーダーは、プランキー・ブランチ。1970年代前半から活動を開始している。時代によって、「ジュジュ」「ワンネス・オブ・ジュジュ」「プランキー＆ワンネス・オブ・ジュジュ」などとバンド名を変更してきた。プランキー・ブランチは、ヴァージニア州リッチモンドを音楽活動の拠点にしている。

## ディスコグラフィー
- 1973: A Message From Mozambique (Strata-East Records)
- 1974: Chapter Two: Nia (Strata-East)
- 1975: African Rhythms
- 1976: Space Jungle Luv
- 1977: Bush Brothers & Space Rangers
- 1984: Electric JuJu Nation

| スタブアイコン | サブスタブ | この項目は、まだ閲覧者の調べものの参照としては役立たない、音楽関係者（バンド等）に関連した書きかけの項目です。この項目を加筆・訂正などしてくださる協力者を求めています（P:音楽/PJ:芸能人）。 |